# لیدن (ویسکانسین)
لیدن (به انگلیسی: Leyden) یک منطقهٔ مسکونی در ایالات متحده آمریکا است که در شهرستان راک، ویسکانسین واقع شده‌است. لیدن ۲۷۱٫۸۸ متر بالاتر از سطح دریا واقع شده‌است.